# برنارد إدوارد
برنارد إدوارد (بالإنجليزية: Bernard Edward)‏ (4 نوفمبر 1990 - ) هو لاعب كرة قدم سانت لوسيا في مركز الدفاع. شارك مع منتخب سانت لوسيا لكرة القدم.

## وصلات خارجية
- برنارد إدوارد على موقع الاتحاد الدولي (مؤرشف)  (الإنجليزية)
- برنارد إدوارد على موقع قاعدة بيانات كرة القدم.إي يو (الإنجليزية)
- برنارد إدوارد على موقع ناشيونال فوتبول تيمز (الإنجليزية)